# Energía solar

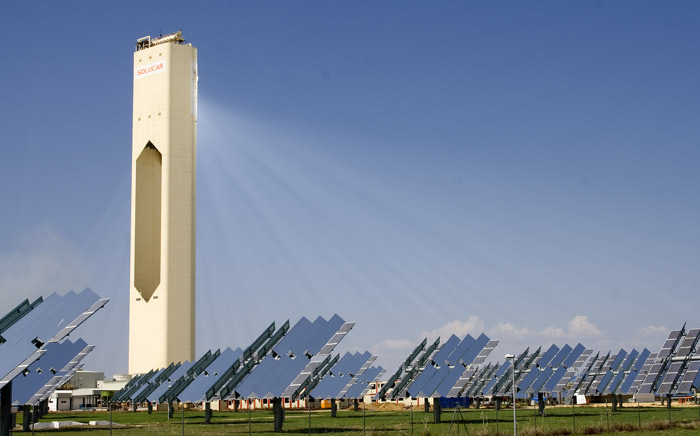
La central solar termoeléctrica PS10 en Sanlúcar la Mayor (Sevilla), fue la primera central solar de torre central en operación comercial.

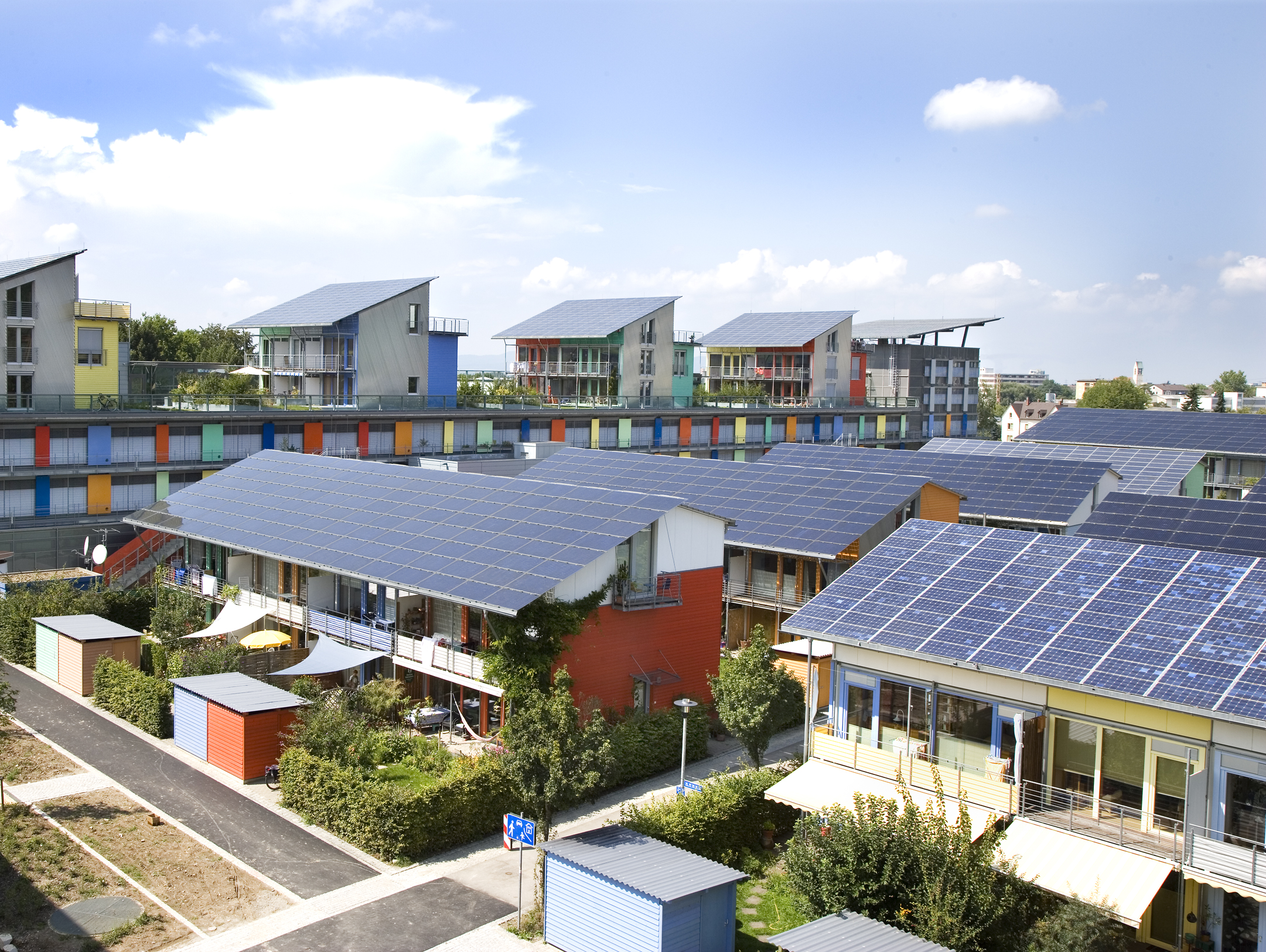
Viviendas sostenibles alimentadas mediante energía solar fotovoltaica en el barrio solar de Vauban (Friburgo, Alemania).

La energía solar es una energía renovable, obtenida a partir del aprovechamiento de la radiación electromagnética procedente del Sol.
La radiación solar que alcanza la Tierra ha sido aprovechada por el ser humano desde la antigüedad, mediante diferentes tecnologías que han ido evolucionando. Hoy en día, el calor y la luz del Sol pueden aprovecharse por medio de diversos captadores como células fotoeléctricas.  
Las diferentes tecnologías solares se pueden clasificar en pasivas o activas según cómo capturan, convierten y distribuyen la energía solar. Las tecnologías activas incluyen el uso de paneles fotovoltaicos y colectores solares térmicos para recolectar la energía. Entre las técnicas pasivas, se encuentran diferentes enfoques enmarcados en la arquitectura bioclimática: la orientación de los edificios al Sol, la selección de materiales con una masa térmica favorable o que tengan propiedades para la dispersión de luz, así como el diseño de espacios mediante ventilación natural.
En 2011, la Agencia Internacional de la Energía afirmó que «El desarrollo de tecnologías solares limpias, baratas e inagotables supondrá un enorme beneficio a largo plazo. Aumentará la seguridad energética de los países mediante el uso de una fuente de energía local, inagotable y, aún más importante, independientemente de importaciones, aumentará la sostenibilidad, reducirá la contaminación, disminuirá los costes de la mitigación del cambio climático, y evitará la subida excesiva de los precios de los combustibles fósiles. Estas ventajas son globales. De esta manera, los costes para su incentivo y desarrollo deben ser considerados inversiones; deben ser realizadas de forma correcta y ampliamente difundidas».
La fuente de energía solar más desarrollada en la actualidad es la energía solar fotovoltaica. Según informes de la organización ecologista Greenpeace, la energía solar fotovoltaica podría suministrar electricidad a dos tercios de la población mundial en 2030.
Gracias a los avances tecnológicos, la sofisticación y la economía de escala, el coste de la energía solar fotovoltaica se ha reducido de forma constante desde que se fabricaron las primeras células solares comerciales, aumentando a su vez la eficiencia y su coste medio de generación eléctrica ya es competitivo con las energías no renovables en un creciente número de regiones geográficas, alcanzando la paridad de red. Otras tecnologías solares, como la energía solar termoeléctrica están reduciendo sus costes, también de forma considerable.

## Energía proveniente del Sol

Aproximadamente la mitad de la energía proveniente del Sol alcanza la superficie terrestre.

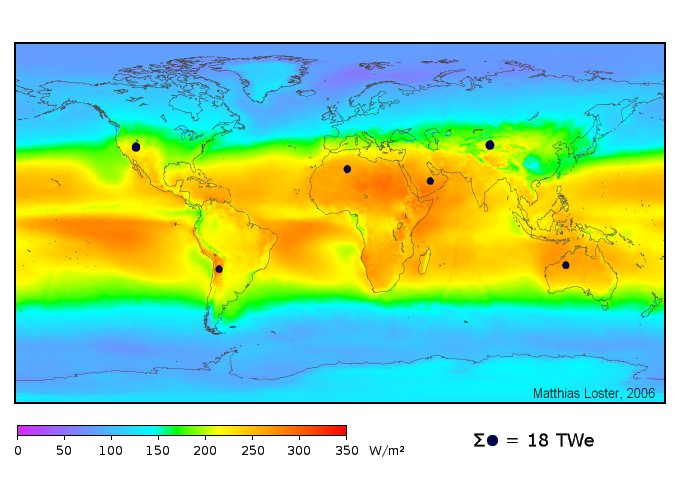
La instalación de centrales de energía solar en las zonas marcadas en el mapa podría proveer algo más que la energía actualmente consumida en el mundo (asumiendo una eficiencia de conversión energética del 8 %), incluyendo la proveniente de calor, energía eléctrica, combustibles fósiles, etcétera. Los colores indican la radiación solar promedio entre 1991 y 1993 (tres años, calculada sobre la base de 24 horas por día y considerando la nubosidad observada mediante satélites).

La Tierra recibe 174 petavatios de radiación solar entrante (insolación) desde la capa más alta de la atmósfera. Aproximadamente el 30 % regresa al espacio, mientras que las nubes, los océanos y las masas terrestres absorben la restante. El espectro electromagnético de la luz solar en la superficie terrestre lo ocupa principalmente la luz visible y los rangos de infrarrojos con una pequeña parte de radiación ultravioleta.

La potencia de la radiación varía según el momento del día, las condiciones atmosféricas que la atenúan y la latitud. En condiciones de radiación aceptables, la potencia equivale aproximadamente a 1000 W/m² en la superficie terrestre. Esta potencia se denomina irradiancia. Nótese que en términos globales prácticamente toda la radiación recibida es reemitida al espacio (de lo contrario se produciría un calentamiento abrupto). Sin embargo, existe una diferencia notable entre la radiación recibida y la emitida.
La radiación es aprovechable en sus componentes directos y difusos, o en la suma de ambos. La radiación directa es la que llega directamente del foco solar, sin reflexiones o refracciones intermedias. La bóveda celeste diurna emite la radiación difusa debido a los múltiples fenómenos de reflexión y refracción solar en la atmósfera, en las nubes y el resto de elementos atmosféricos y terrestres. La radiación directa puede reflejarse y concentrarse para su utilización, mientras que no es posible concentrar la luz difusa que proviene de todas las direcciones.
La irradiancia directa normal (o perpendicular a los rayos solares) fuera de la atmósfera, recibe el nombre de constante solar y tiene un valor medio de 1366 W/m² (que corresponde a un valor máximo en el perihelio de 1395 W/m² y un valor mínimo en el afelio de 1308 W/m²).
La radiación absorbida por los océanos, las nubes, el aire y las masas de tierra incrementan la temperatura de estas. El aire calentado es el que contiene agua evaporada que asciende de los océanos, y también en parte de los continentes, causando circulación atmosférica o convección. Cuando el aire asciende a las capas altas, donde la temperatura es baja, va disminuyendo su temperatura hasta que el vapor de agua se condensa formando nubes. El calor latente de la condensación del agua amplifica la convección, produciendo fenómenos como el viento, borrascas y anticiclones.
 La energía solar absorbida por los océanos y masas terrestres mantiene la superficie a 14 °C. Para la fotosíntesis de las plantas verdes la energía solar se convierte en energía química, que produce alimento, madera y biomasa, de la cual derivan también los combustibles fósiles.
| Flujo Solar Anual y Consumo de energía humano |              |
| --------------------------------------------- | ------------ |
| Solar                                         | 3 850 000 EJ |
| Energía eólica                                | 2250 EJ      |
| Biomasa                                       | 3000 EJ      |
| Uso energía primario (2005)                   | 487 EJ       |
| Electricidad (2005)                           | 56,7 EJ      |

Se estima que la energía total que absorben la atmósfera, los océanos y los continentes puede ser de 3 850 000 exajulios por año. En 2002, esta energía en una hora equivalía al consumo global mundial de energía durante un año. La fotosíntesis captura aproximadamente 3000 EJ por año en biomasa, lo que representa solo el 0,08 % de la energía recibida por la Tierra. La cantidad de energía solar recibida anual es tan vasta que equivale aproximadamente al doble de toda la energía producida jamás por otras fuentes de energía no renovable como son el petróleo, el carbón, el uranio y el gas natural.

## Desarrollo de la energía solar

### Albores de la tecnología solar
El desarrollo temprano de las tecnologías solares, comenzando en la década de 1860 estuvo motivado por la expectación de que el carbón pronto escasearía. Sin embargo, el desarrollo de la energía solar se estancó a comienzos del siglo XX debido a la cada vez mayor disponibilidad y economía de escala de fuentes no renovables como el carbón y el petróleo. En 1974, se estimaba que tan solo seis casas privadas en toda Norteamérica eran alimentadas mediante sistemas solares. No obstante, la crisis del petróleo de 1973 y la crisis de 1979 provocaron un cambio importante de la política energética alrededor del mundo y puso de nuevo el foco de atención en las incipientes tecnologías solares. Se desarrollaron las primeras estrategias de desarrollo, centradas en programas de incentivos como el Federal Photovoltaic Utilization Program en Estados Unidos y el Sunshine Program en Japón. Otros esfuerzos fueron la creación de organizaciones de investigación en Estados Unidos (NREL), Japón (NEDO) y Alemania (Fraunhofer–ISE). Entre 1970 y 1983, las instalaciones de sistemas fotovoltaicos crecieron rápidamente, pero la caída del precio del petróleo en la década de 1980 moderaron el crecimiento de la energía solar entre 1984 y 1996.

### Desde 1998 hasta hoy

Evolución mundial de la energía solar generada

A mediados de la década de 1990, comenzó a acelerarse el desarrollo de la energía fotovoltaica sobre tejados, tanto residenciales como comerciales, así como las plantas de conexión a red, debido a la creciente preocupación por el suministro de petróleo y gas natural, el protocolo de Kioto y la preocupación por el cambio climático, así como a la mejora en la competitividad de los costes de la energía fotovoltaica frente a otras fuentes de energía. A comienzos del siglo XXI, la adopción de mecanismos de subvención y políticas de apoyo a las energías renovables, que daban a éstas prioridad de acceso a la red, incrementaron exponencialmente el desarrollo de la energía fotovoltaica, primero en Europa y después en el resto del mundo. La energía solar termoeléctrica (CSP), sin embargo, aunque también ha progresado en las últimas décadas, todavía supone una pequeña fracción de la contribución global de la energía solar al abastecimiento energético.

## Tecnología y usos de la energía solar
Clasificación por tecnologías y su correspondiente uso más general:
- Energía solar activa: para uso de baja temperatura (entre 35 °C y 60 °C), se utiliza en casas; de media temperatura, alcanza los 300 °C; y de alta temperatura, llega a alcanzar los 2000 °C. Esta última, se consigue al incidir los rayos solares en espejos, que van dirigidos a un reflector que lleva a los rayos a un punto concreto. También puede ser por centrales de torre y por espejos parabólicos.
- Energía solar pasiva: Aprovecha el calor del sol sin necesidad de mecanismos o sistemas mecánicos.
- Energía solar térmica: Es usada para producir agua caliente de baja temperatura para uso sanitario y calefacción.
- Energía solar fotovoltaica: Es usada para producir electricidad mediante placas de semiconductores que se alteran con la radiación solar.
- Energía termosolar de concentración: Es usada para producir electricidad con un ciclo termodinámico convencional a partir de un fluido calentado a alta temperatura (aceite térmico).
- Energía solar híbrida: Combina la energía solar con otra energía. Según la energía con la que se combine es una hibridación:
  - Renovable: biomasa, energía eólica.[24]
  - No renovable: Combustible fósil.
- Energía eólico solar: Funciona con el aire calentado por el sol, que sube por una chimenea donde están los generadores.

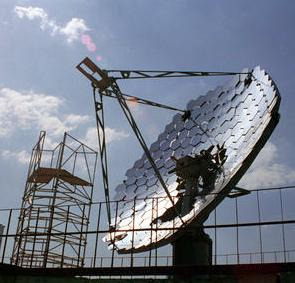
Un disco solar parabólico que concentra la radiación solar sobre un elemento calefactor de un motor Stirling. Toda la unidad actúa como un seguidor solar.
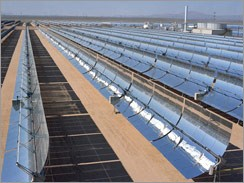
Espejos cilindro-parabólicos utilizados en una central termoeléctrica solar situada en Estados Unidos.
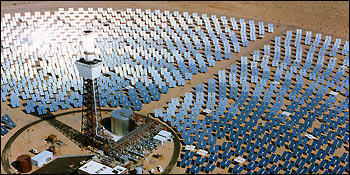
La central solar de torre central del "Solar Two", perteneciente a El Proyecto Solar.
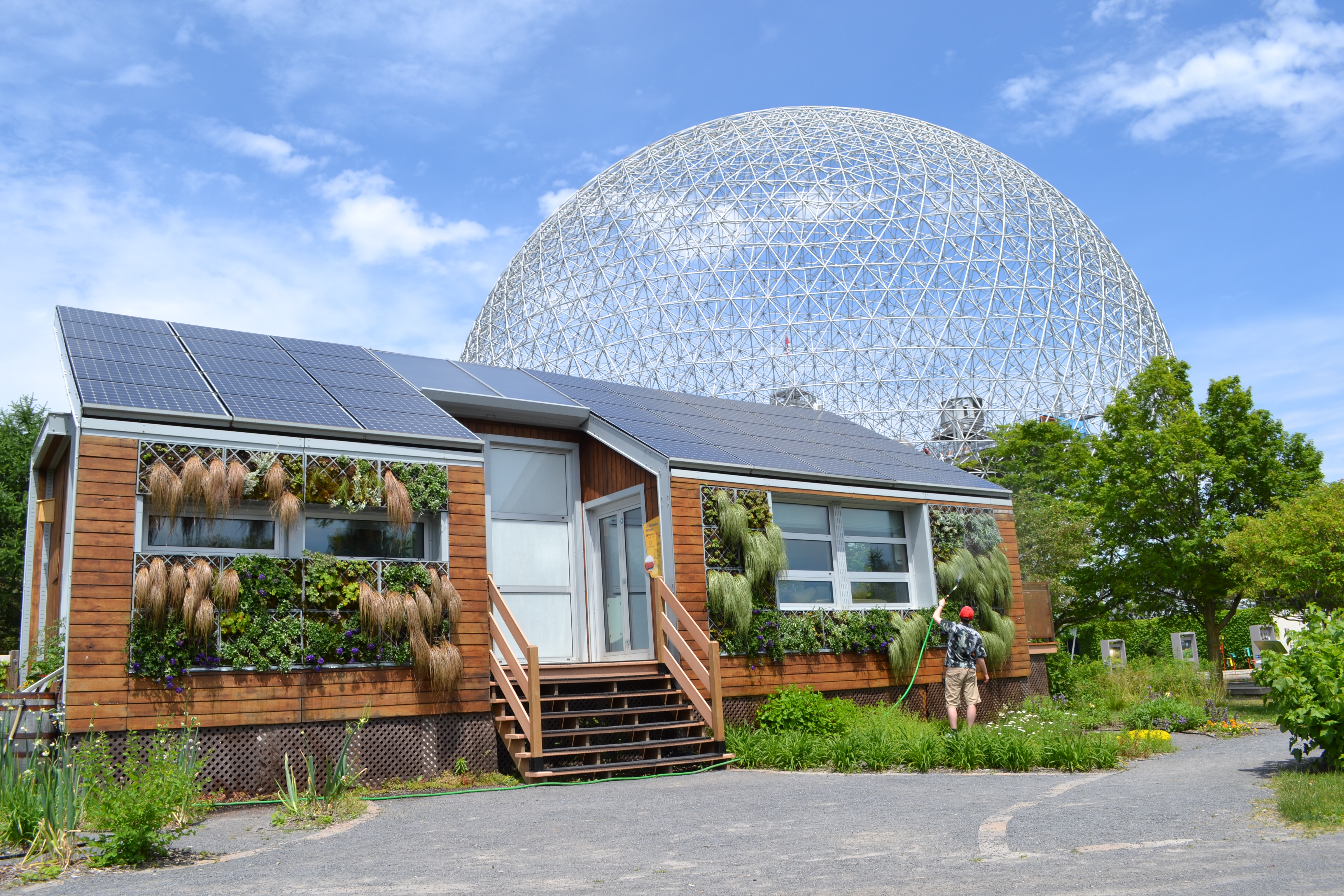
Casa solar ecológica, situada en la île Sainte-Hélène (Montreal, Canadá), diseñada en el marco de la competición internacional Solar Decathlon.
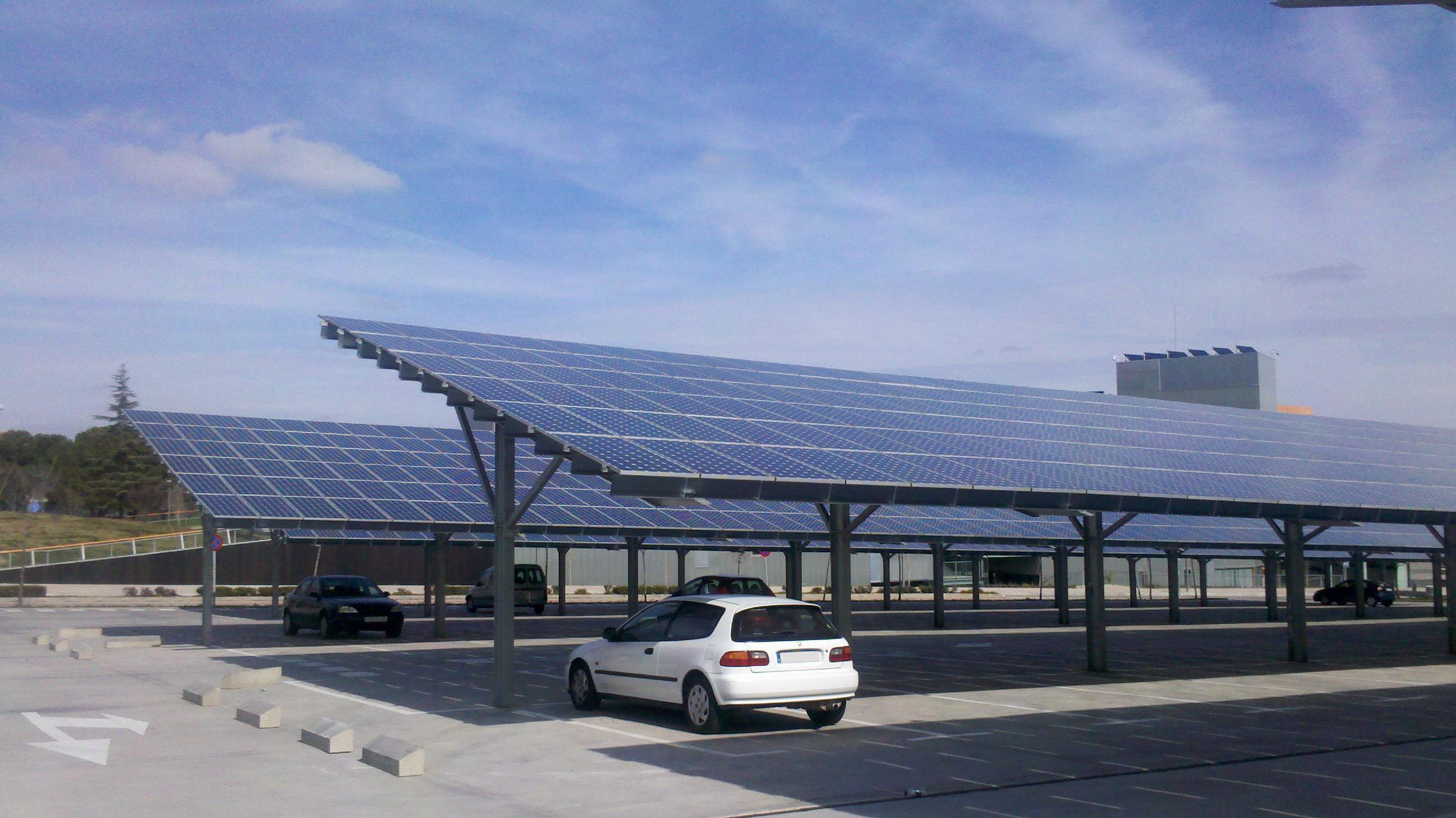
Marquesina fotovoltaica situada en el aparcamiento de la Universidad Autónoma de Madrid (Madrid, España).
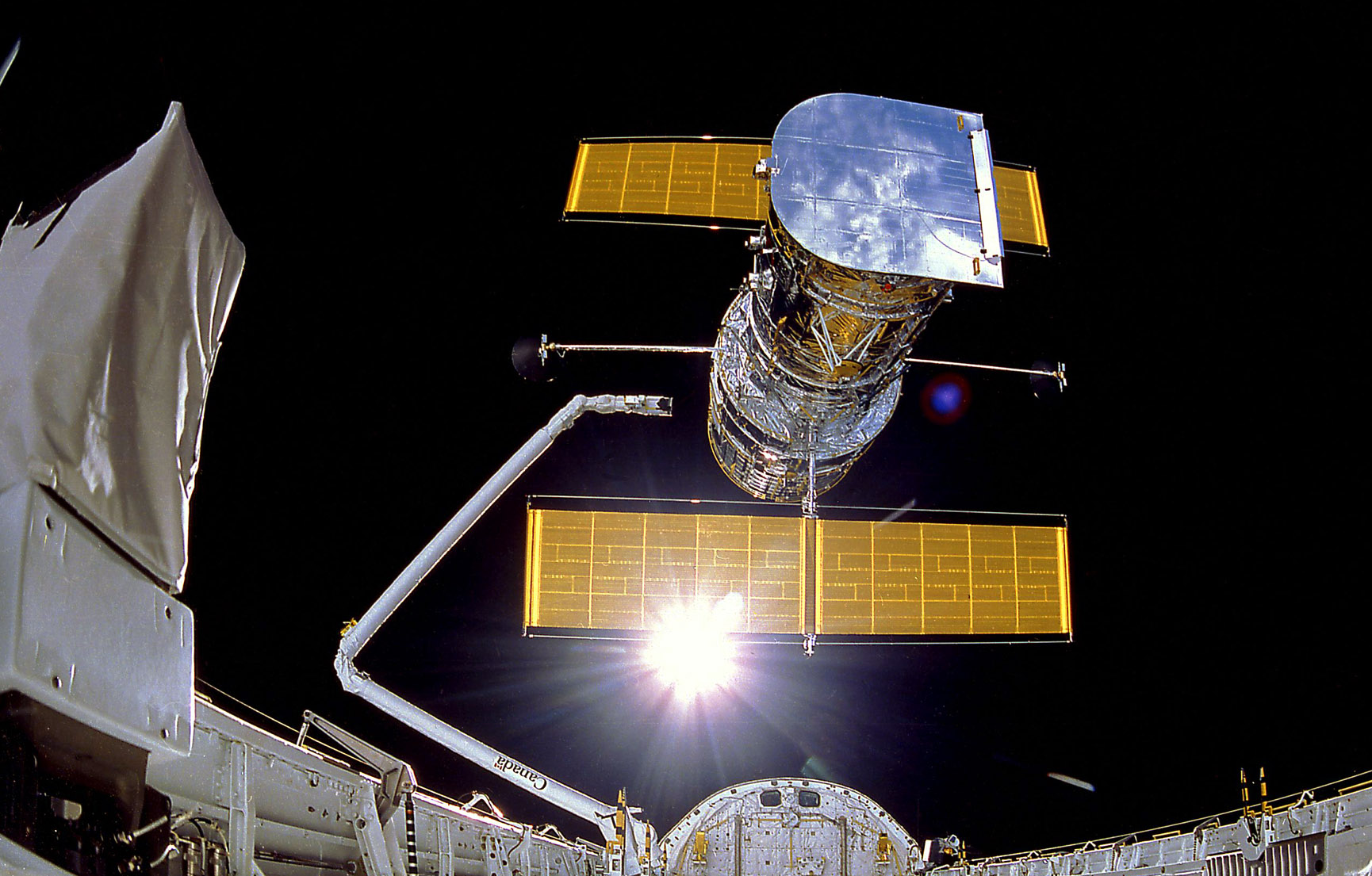
El telescopio espacial Hubble, equipado con paneles solares, es puesto en órbita desde la bodega del transbordador Discovery en 1990.
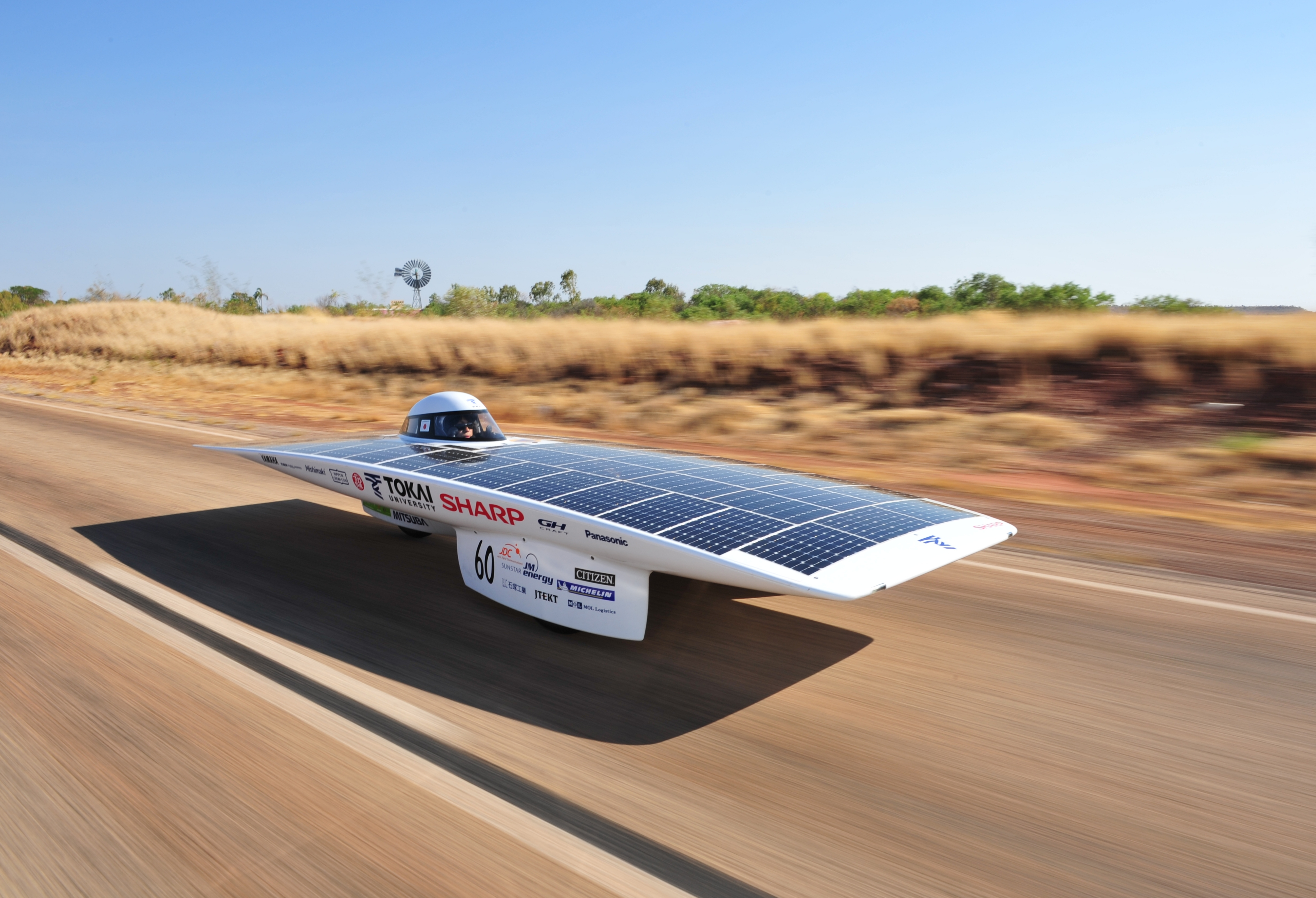
El ganador de la edición 2009 del Global Green Challenge, el "Tokai Challenger", del Solar Car Team de la Universidad de Tokai (Japón).
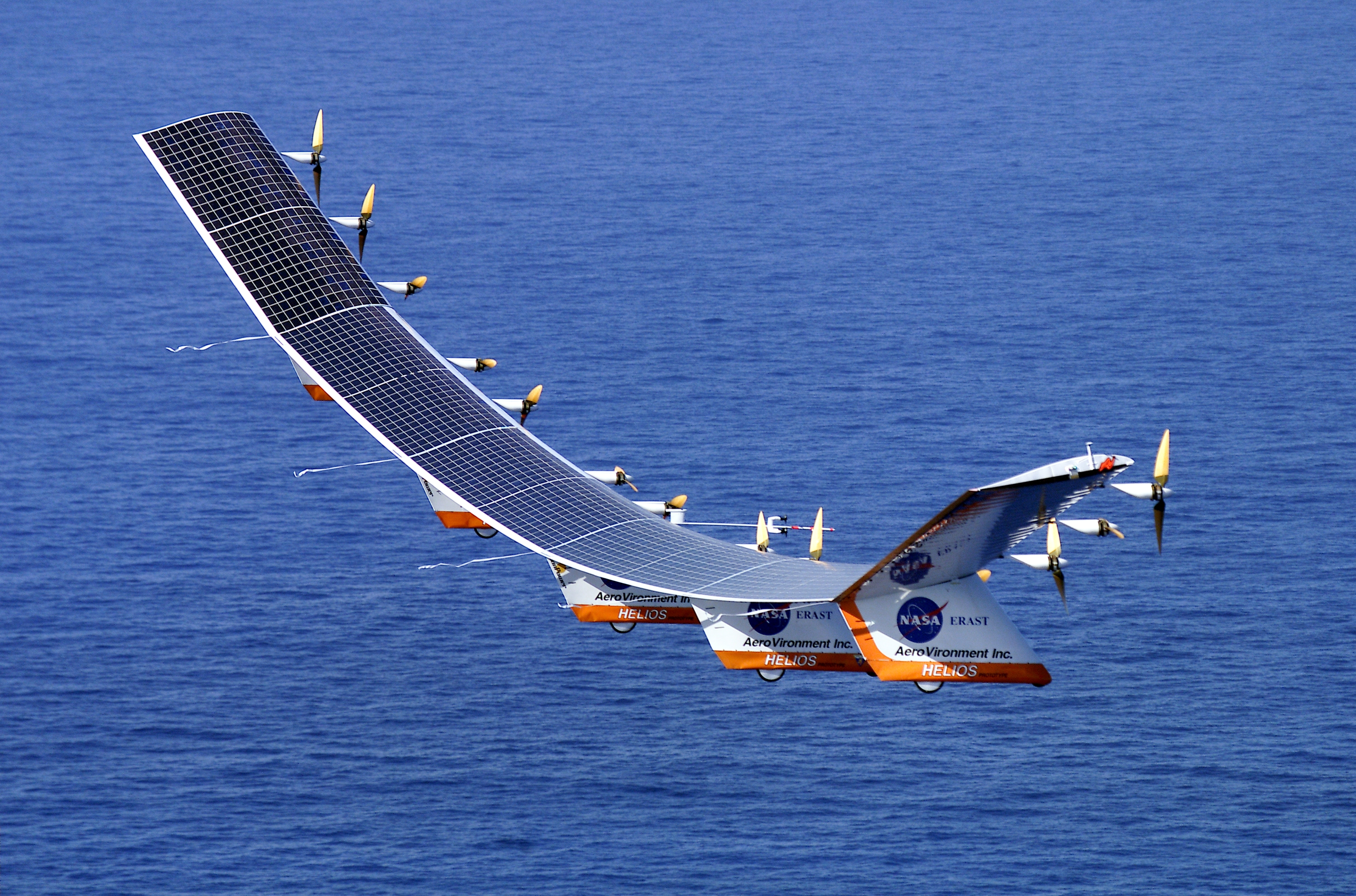
El Helios, prototipo de avión solar no tripulado desarrollado por la NASA, en vuelo.
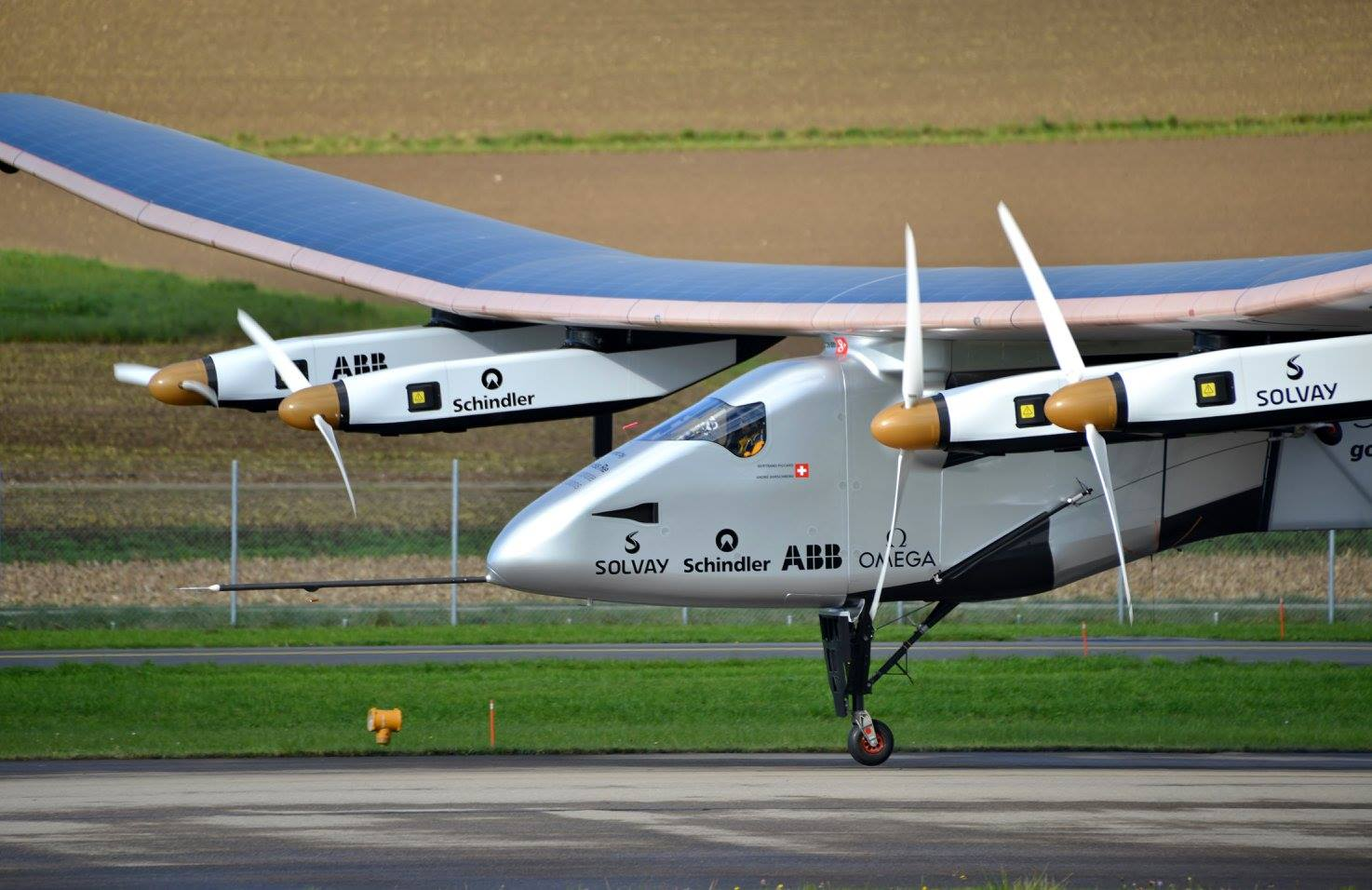
El avión solar tripulado Solar Impulse, preparado para el despegue.

## Energía solar pasiva

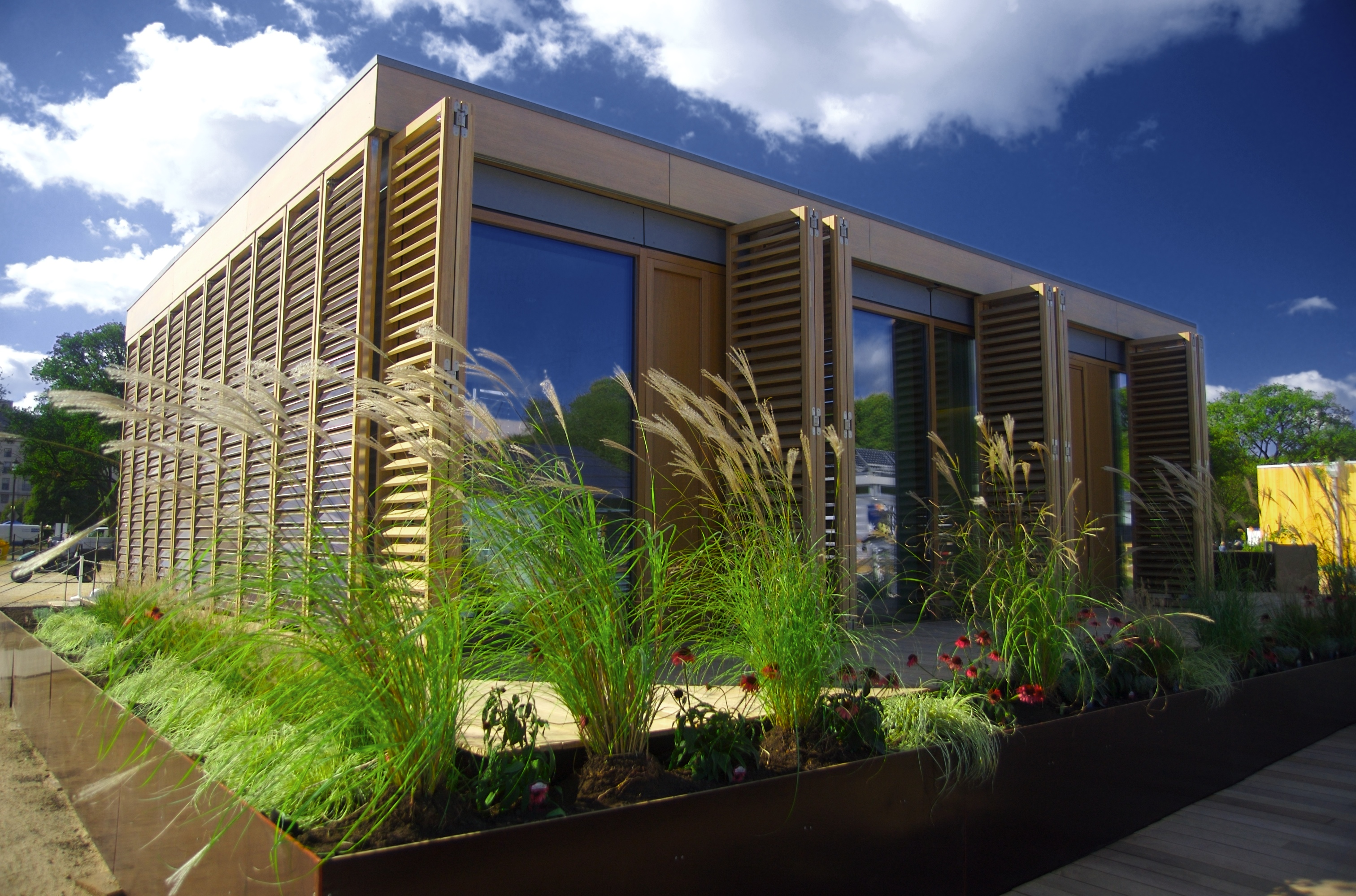
El Instituto de Tecnología de la Universidad de Darmstadt en Alemania ganó la edición de 2007 del Solar Decathlon en Washington D. C. con esta casa con tecnología solar pasiva, diseñada específicamente para climas subtropicales húmedos.

La tecnología solar pasiva es el conjunto de técnicas destinadas al aprovechamiento de la energía solar de forma directa, sin transformarlas en otro tipo de energía, para su utilización inmediata o para su almacenamiento sin la necesidad de sistemas mecánicos ni aporte externo de energía, aunque pueden ser complementadas por ellos, por ejemplo para su regulación.
La tecnología solar pasiva incluye sistemas con ganancia directa e indirecta para el calentamiento de espacios, sistemas de calentamiento de agua basados en termosifón, el uso de masa térmica y de materiales con cambio de fase para suavizar las oscilaciones de la temperatura del aire, cocinas solares, chimeneas solares para mejorar la ventilación natural y el propio abrigo de la tierra.
La arquitectura bioclimática es la aplicación de este principio al diseño de edificaciones. La energía no se aprovecha por medio de captadores industrializados, sino que son los propios elementos constructivos los que absorben la energía de día y la redistribuyen por la noche.

## Energía solar térmica

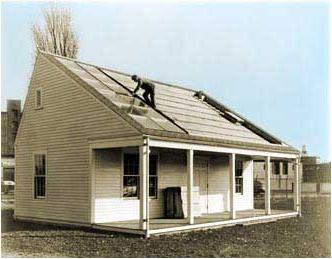
Primera casa solar moderna, creada en 1939 por el Instituto Tecnológico de Massachusetts en Estados Unidos. Empleaba un sistema acumulador térmico para lograr el calentamiento a lo largo de todo el año.

La energía solar térmica (o energía termosolar) consiste en el aprovechamiento de la energía del Sol para producir calor que puede aprovecharse para cocinar alimentos o para la producción de agua caliente destinada al consumo de agua doméstico, ya sea agua caliente sanitaria, calefacción, o para producción de energía mecánica y, a partir de ella, de energía eléctrica. Adicionalmente puede emplearse para alimentar una máquina de refrigeración por absorción, que emplea calor en lugar de electricidad para producir frío con el que se puede acondicionar el aire de los locales.
Los colectores de energía solar térmica están clasificados como colectores de baja, media y alta temperatura:
- Colectores de baja temperatura. Proveen calor útil a temperaturas menores de 65 °C mediante absorbedores metálicos o no metálicos para aplicaciones tales como calentamiento de piscinas, calentamiento doméstico de agua para baño y, en general, para todas aquellas actividades industriales en las que el calor de proceso no es mayor de 60 °C, por ejemplo la pasteurización, el lavado textil, etc.
- Colectores de temperatura media. Son los dispositivos que concentran la radiación solar para entregar calor útil a mayor temperatura, usualmente entre los 100 y 300 °C. En esta categoría se tiene a los concentradores estacionarios y a los canales parabólicos, todos ellos efectúan la concentración mediante espejos dirigidos hacia un receptor de menor tamaño. Tienen el inconveniente de trabajar solamente con la componente directa de la radiación solar por lo que su utilización queda restringida a zonas de alta insolación.
- Colectores de alta temperatura. Fueron inventadas por Frank Shuman y hoy día existen en tres tipos diferentes: los colectores de plato parabólico, la nueva generación de canal parabólico y los sistemas de torre central. Operan a temperaturas superiores a los 500 °C y se usan para generar electricidad (electricidad termosolar) y transmitirla a la red eléctrica; en algunos países estos sistemas son operados por productores independientes y se instalan en regiones donde las posibilidades de días nublados son remotas o escasas.

### Energía solar térmica de baja temperatura

Generación de agua caliente con una instalación de circuito cerrado.

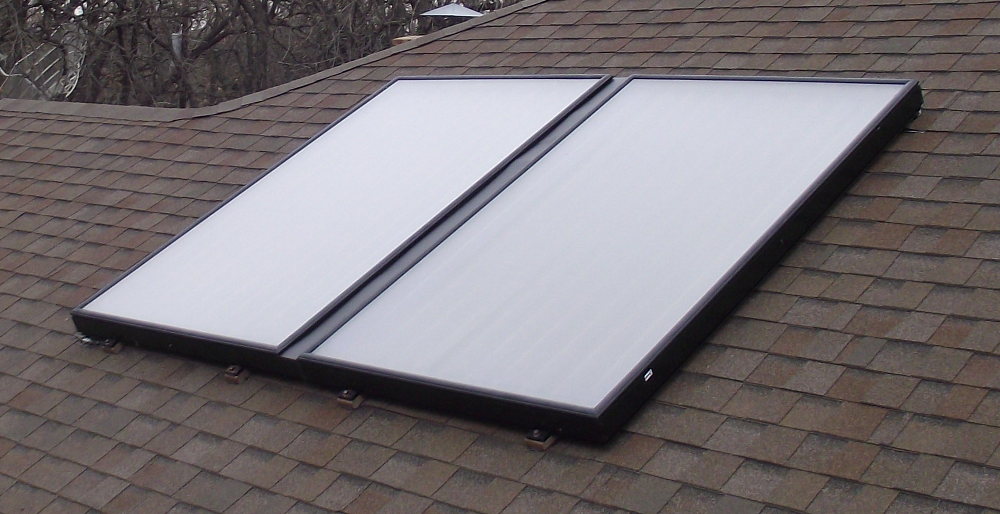
Dos colectores solares planos, instalados en un tejado.

Una instalación solar térmica de baja temperatura está formada por captadores solares, un circuito primario y secundario, intercambiador de calor, acumulador, vaso de expansión y tuberías. Si el sistema funciona mediante termosifón será la diferencia de densidad por cambio de temperatura la que moverá el fluido. Si el sistema es forzado, entonces será necesario además dotar al sistema de una bomba de circulación y un sistema de control.
Los captadores solares son los elementos que capturan la radiación solar y la convierten en energía térmica, en calor. Como captadores solares se conocen los de placa plana, los de tubos de vacío y los captadores absorbedores sin protección ni aislamiento. Los sistemas de captación planes (o de placa plana) con cubierta de vidrio son los comunes mayoritariamente en la producción de agua caliente sanitaria ACS. El vidrio deja pasar los rayos del Sol, estos calientan unos tubos metálicos que transmiten el calor al líquido de dentro. Los tubos son de color oscuro, ya que las superficies oscuras calientan más.
El vidrio que cubre el captador no solo protege la instalación sino que también permite conservar el calor produciendo un efecto invernadero que mejora el rendimiento del captador.
Están formados de una carcasa de aluminio cerrada y resistente a ambientes marinos, un marco de aluminio, una junta perimetral libre de siliconas, aislante térmico (normalmente lana de roca), cubierta de vidrio solar de alta transparencia, y finalmente por tubos soldados que conducen el fluido portador de calor hacia el interior y el exterior del captador.
Los colectores solares se componen de los siguientes elementos:
- Cubierta: Es transparente, puede estar presente o no. Generalmente es de vidrio aunque también se utilizan de plástico ya que es menos caro y manejable, pero debe ser un plástico especial. Su función es minimizar las pérdidas por convección y radiación y por eso debe tener una transmitancia solar lo más alta posible.
- Canal de aire: Es un espacio (vacío o no) que separa la cubierta de la placa absorbente. Su espesor se calculará teniendo en cuenta para equilibrar las pérdidas por convección y las altas temperaturas que se pueden producir si es demasiado estrecho.
- Placa absorbente: La placa absorbente es el elemento que absorbe la energía solar y la transmite al líquido que circula por las tuberías. La principal característica de la placa es que tiene que tener una gran absorción solar y una emisión térmica reducida. Como los materiales comunes no cumplen con este requisito, se utilizan materiales combinados para obtener la mejor relación absorción / emisión.
- Tubos o conductos: Los tubos están tocando (a veces soldadas)la placa absorbente para que el intercambio de energía sea lo más grande posible. Por los tubos circula el líquido que se calentará e irá hacia el tanque de acumulación.
- Capa aislante: La finalidad de la capa aislante es recubrir el sistema para evitar y minimizar pérdidas. Para que el aislamiento sea el mejor posible, el material aislante deberá tener una baja conductividad térmica.

### Energía solar térmica de media temperatura

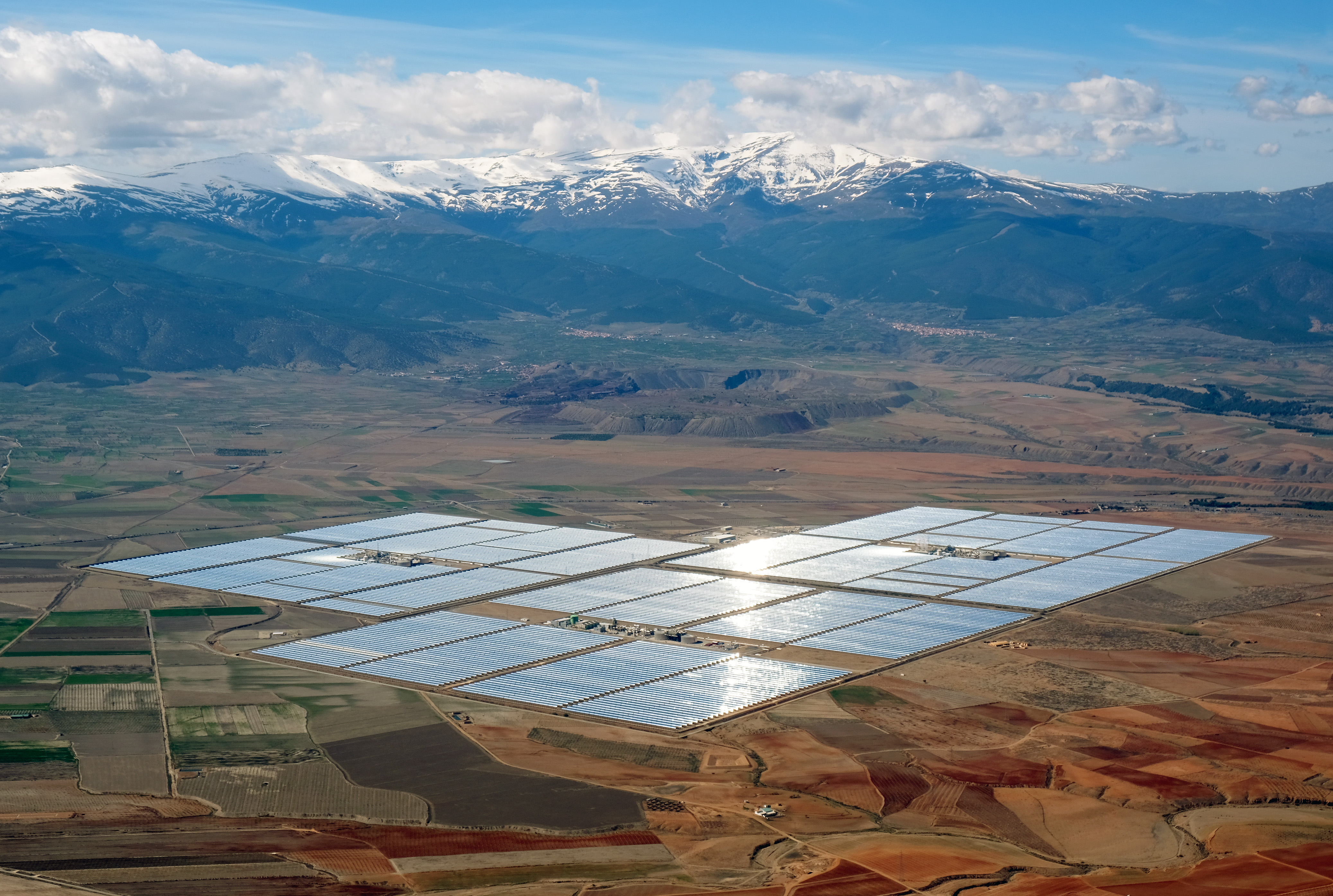
La planta termosolar de 150 MW Andasol es una planta comercial de discos parabólicos, localizada en España. Esta planta utiliza un sistema de tanques con sales fundidas para almacenar el calor generado por la radiación solar de forma que pueda seguir generando electricidad durante la noche.

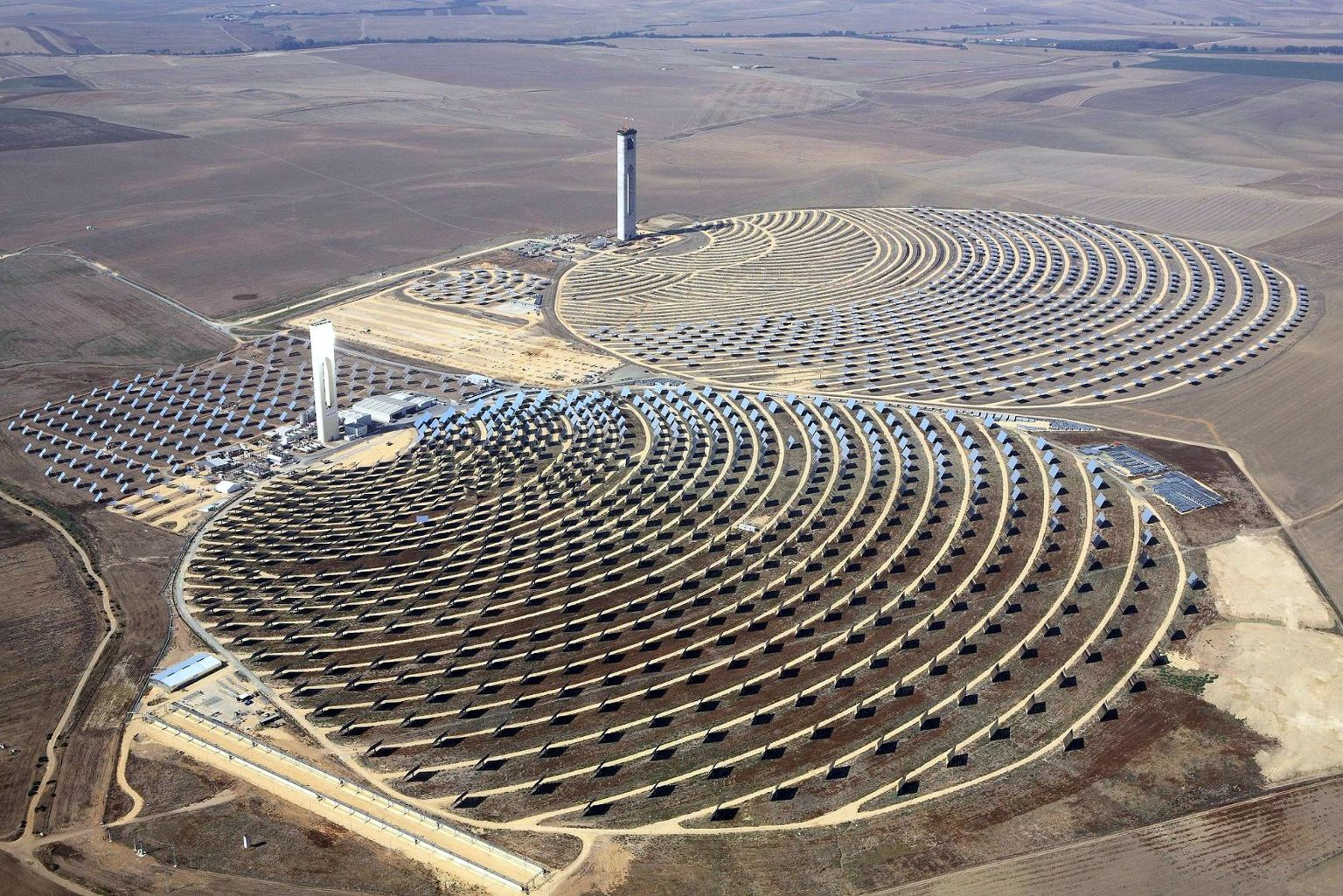
La central térmica solar PS20, de 20 MW, produce electricidad a partir del Sol, utilizando 1255 espejos móviles llamados helióstatos; se encuentra junto a la central solar PS10, de 11 MW

Las instalaciones de temperatura media pueden usar varios diseños, los diseños más comunes son: glicol a presión, drenaje trasero, sistemas de lote y sistemas más nuevos de baja presión tolerantes al congelamiento que usan tuberías de polímero que contienen agua con bombeo fotovoltaico. Los estándares europeos e internacionales se están revisando para incluir las innovaciones en diseño y la operación de colectores de temperatura media. Las innovaciones operacionales incluyen la operación de "colectores permanentemente húmedos". Esta técnica reduce o incluso elimina la ocurrencia de tensiones de no flujo de alta temperatura conocidas como estancamiento, las que reducen la vida esperada de estos colectores.

### Energía solar térmica de alta temperatura
Las temperaturas inferiores a 95 °C son suficientes para calefacción de espacios, en ese caso generalmente se usan colectores planos del tipo no concentradores. Debido a las relativamente altas pérdidas de calor a través del cristal, los colectores planos no logran alcanzar mucho más de 200 °C incluso cuando el fluido de transferencia está estancado. Tales temperaturas son demasiado bajas para ser usadas en la conversión eficiente en electricidad.
La eficiencia de los motores térmicos se incrementa con la temperatura de la fuente de calor. Para lograr esto en las plantas de energía termal, la radiación solar es concentrada por medio de espejos o lentes para lograr altas temperaturas mediante una tecnología llamada energía termosolar de concentración (en inglés: Concentrated Solar Power, CSP). El efecto práctico de las mayores eficiencias es la reducción del tamaño de los colectores de la planta y del uso de terreno por unidad de energía generada, reduciendo el impacto ambiental de una central de potencia así como su costo.
A medida que la temperatura aumenta, diferentes formas de conversión se vuelven prácticas. Hasta 600 °C, las turbinas de vapor, la tecnología estándar, tienen una eficiencia de hasta 41 %, Por sobre los 600 °C, las turbinas de gas pueden ser más eficientes. Las temperaturas más altas son problemáticas y se necesitan diferentes materiales y técnicas. Uno propuesta para temperaturas muy altas es usar sales de fluoruro líquidas operando a temperaturas de entre 700 °C a 800 °C, que utilizan sistemas de turbinas de etapas múltiples para lograr eficiencias termales de 50 % o más. Las temperaturas más altas de operación le permiten a la planta usar intercambiadores de calor secos de alta temperatura para su escape termal, reduciendo el uso de agua de la planta, siendo esto crítico para que las centrales ubicadas en desiertos sean prácticas. También las altas temperaturas hacen que el almacenamiento de calor sea más eficiente, ya que se almacenan más watts-horas por unidad de fluido.
Dado que una planta de energía termosolar de concentración (CSP) primero genera calor, puede almacenar dicho calor antes de convertirlo en electricidad. Con la tecnología actual, el almacenamiento de calor es mucho más barato que el almacenamiento de electricidad. De esta forma, una planta CSP puede producir electricidad durante el día y la noche. Si la ubicación de la planta CSP tiene una radiación solar predecible, entonces la planta se convierte en una central confiable de generación de energía.

### Acumulación e intercambio de calor
El almacenamiento de calor permite que las centrales solares termales puedan producir electricidad durante las horas del día sin luz solar o por la noche. Esto permite el uso de la energía solar en la generación de carga base así como para la generación de potencia de punta, con el potencial de reemplazar a las centrales que usan combustibles fósiles. Adicionalmente, la utilización de los acumuladores reduce el coste de la electricidad generada con este tipo de centrales solares.
El calor es transferido a un medio de almacenamiento termal en un depósito aislado durante las horas con luz solar y es recuperado para la generación de electricidad en la noche. Los medios de almacenamiento termal incluyen vapor presurizado, hormigón, una variedad de materiales con cambio de fase, y sales fundidas tales como calcio, sodio y nitrato de potasio.

## Energía solar fotovoltaica

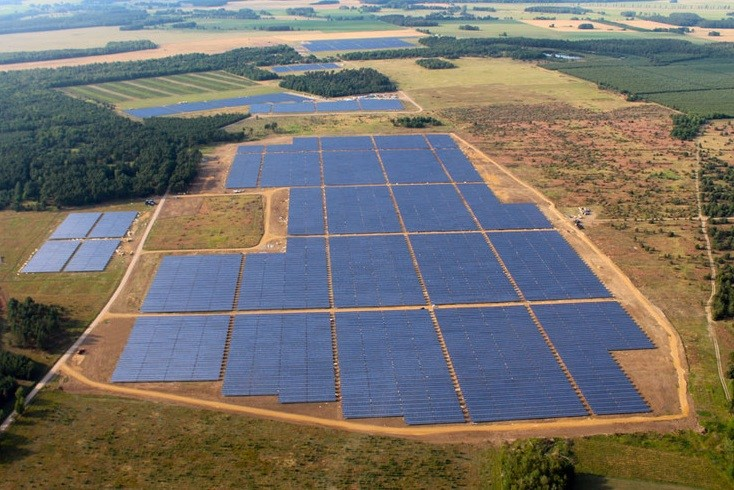
Planta solar fotovoltaica de 40 MW en Prignitz, Alemania.

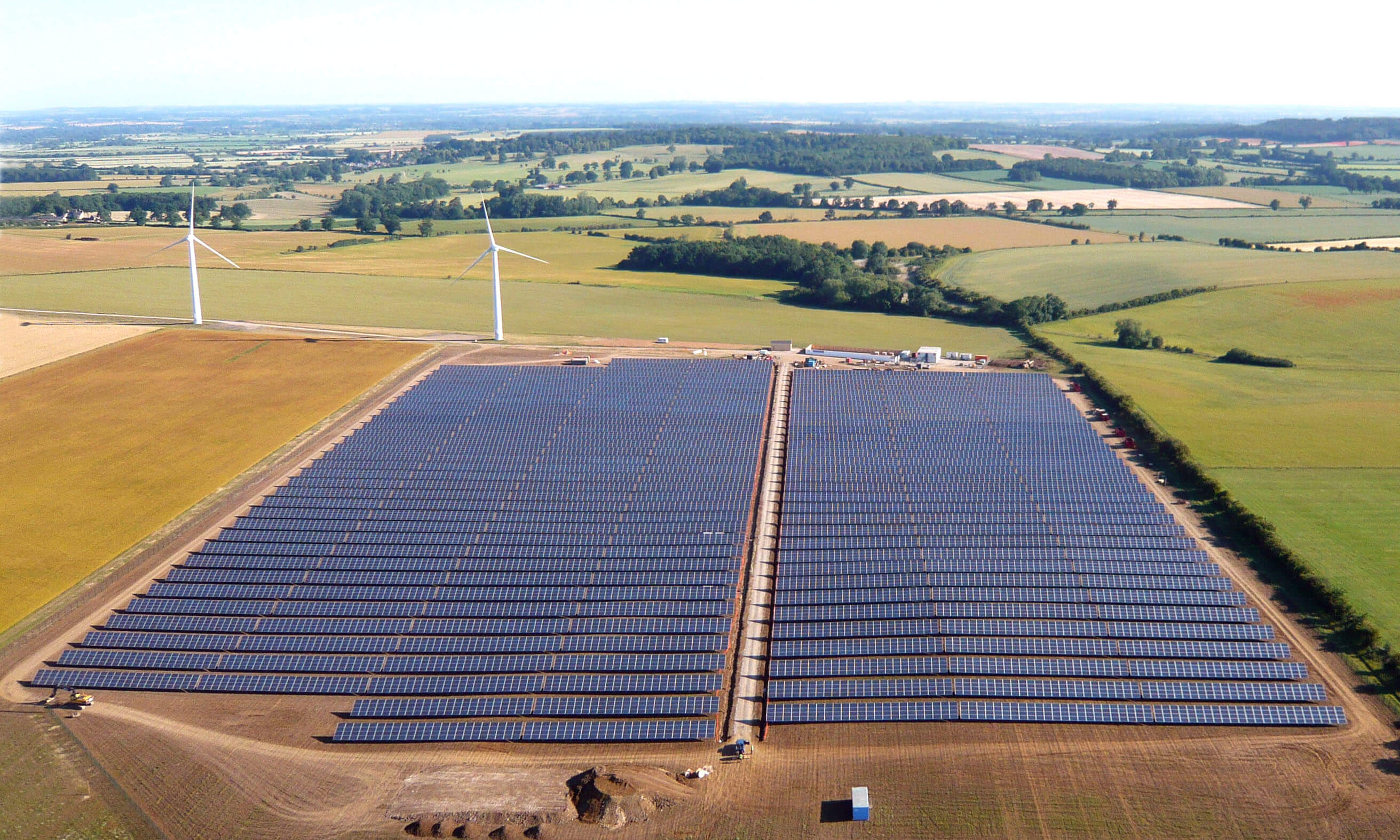
La planta fotovoltaica Westmill Solar Park, en el Sudeste de Inglaterra.

La energía solar fotovoltaica consiste en la obtención de electricidaddirectamente a partir de la radiación solar mediante un dispositivo semiconductor denominado célula fotovoltaica, o bien mediante una deposición de metales sobre un sustrato denominada célula solar de película fina.

### Paneles solares fotovoltaicos
Un panel fotovoltaico consiste en una asociación de células, encapsulada en dos capas de EVA (etileno-vinilo-acetato), entre una lámina frontal de vidrio y una capa posterior de un polímero termoplástico (normalmente tedlar). Este conjunto es enmarcado en una estructura de aluminio con el objetivo de aumentar la resistencia mecánica del conjunto y facilitar el anclaje del módulo a las estructuras de soporte.
Las células más comúnmente empleadas en los paneles fotovoltaicos son de silicio, y se puede dividir en tres subcategorías:
- Las células de silicio monocristalino están constituidas por un único cristal de silicio, normalmente manufacturado mediante el proceso Czochralski.[33] Este tipo de células presenta un color azul oscuro uniforme.
- Las células de silicio policristalino (también llamado multicristalino) están constituidas por un conjunto de cristales de silicio, lo que explica que su rendimiento sea algo inferior al de las células monocristalinas.[34] Se caracterizan por un color azul más intenso.
- Las células de silicio amorfo. Son menos eficientes que las células de silicio cristalino pero también menos costosas. Este tipo de células es, por ejemplo, el que se emplea en aplicaciones solares como relojes o calculadoras.[35]

El parámetro estandarizado para clasificar la potencia de un panel fotovoltaico se denomina potencia pico, y se corresponde con la potencia máxima que el módulo puede entregar bajo unas condiciones estandarizadas, que son:
- Radiación de 1000 W/m²
- Temperatura de célula de 25 °C (no temperatura ambiente).

Los rendimientos típicos de una célula fotovoltaica de silicio policristalino oscilan entre el 14 %-20 %. Para células de silicio monocristalino, los valores oscilan en el 15 %-21 %. Los más altos se consiguen con los colectores solares térmicos a baja temperatura (que puede alcanzar un 70 % de rendimiento en la transferencia de energía solar a térmica).
Los paneles solares fotovoltaicos no producen calor que se pueda reaprovechar -aunque hay líneas de investigación sobre paneles híbridos que permiten generar energía eléctrica y térmica simultáneamente. Sin embargo, son muy apropiados para proyectos de electrificación rural en zonas que no cuentan con red eléctrica, instalaciones sencillas en azoteas y de autoconsumo fotovoltaico.

### Desarrollo de la energía solar fotovoltaica en el mundo
Debido a la creciente demanda de energías renovables, la fabricación de células solares e instalaciones fotovoltaicas ha avanzado considerablemente en los últimos años.
 La energía solar fotovoltaica se usaba tradicionalmente desde su popularización a finales de los años 1970 para alimentar innumerables aparatos autónomos, para abastecer refugios o casas aisladas de la red eléctrica, pero sobre todo, de forma creciente durante los últimos años, para producir electricidad a gran escala a través de redes de distribución, bien mediante inyección a la red o para autoconsumo doméstico.
Alemania es, junto a Japón, China y Estados Unidos, uno de los países donde la fotovoltaica está experimentando un crecimiento más vertiginoso. A finales de 2015, se habían instalado en todo el mundo cerca de 230 GW de potencia fotovoltaica, convirtiendo a la fotovoltaica en la tercera fuente de energía renovable más importante en términos de capacidad instalada a nivel global, después de las energías hidroeléctrica y eólica, y supone ya una fracción significativa del mix eléctrico en la Unión Europea, cubriendo de media el 3,5 % de la demanda de electricidad y alcanzando el 7 % en los períodos de mayor producción.
La considerable potencia instalada en Alemania (38 GW en 2014) ha protagonizado varios récords durante los últimos años. En junio de 2014, produjo hasta el 50,6% de toda la demanda eléctrica del país durante un solo día, alcanzando una potencia instantánea por encima de 24 GW, lo que equivale a la potencia de generación de casi 25 centrales nucleares trabajando a plena capacidad.

### Autoconsumo fotovoltaico y paridad de red
| Paridad de red alcanzada antes de 2014 Paridad de red alcanzada sólo para precios pico Paridad de red alcanzada después de 2014 Estados de EE. UU. que alcanzarán la paridad de red próximamente |

Estado de la paridad de red de instalaciones solares fotovoltaicas alrededor del mundo:
Fuente: Deutsche Bank, febrero de 2015

El autoconsumo fotovoltaico consiste en la producción individual a pequeña escala de electricidad para el propio consumo, a través de los paneles solares. Ello se puede complementar con el balance neto. Este esquema de producción, que permite compensar el consumo eléctrico mediante lo generado por una instalación fotovoltaica en momentos de menor consumo, ya ha sido implantado con éxito en muchos países. Fue propuesto en España por la asociación fotovoltaica ASIF para promover la electricidad renovable sin necesidad de apoyo económico adicional. El balance neto estuvo en fase de proyecto por el IDAE. y ha sido recogido en el Plan de Energías Renovables 2011-2020 y el Real Decreto 1699/2011, de 18 de noviembre, por el que se regula la conexión a red de instalaciones de producción de energía eléctrica de pequeña potencia.
Para incentivar el desarrollo de la tecnología con miras a alcanzar la paridad de red -igualar el precio de obtención de la energía al de otras fuentes más económicas en la actualidad-, existen primas a la producción, que garantizan un precio fijo de compra por parte de la red eléctrica. Es el caso de Alemania, Italia o España. Este esquema de incentivos ya ha dado sus frutos, logrando que los costes de la energía fotovoltaica se sitúen por debajo del precio de venta de la electricidad tradicional en un número creciente de regiones.

### La energía del futuro
Según informes de Greenpeace, la fotovoltaica podrá suministrar electricidad a dos tercios de la población mundial en 2030. Y según un estudio publicado en 2007 por el Consejo Mundial de Energía, para el año 2100 el 70 % de la energía consumida será de origen solar.
Por otro lado, algunos países, como es el caso de Tokelau, un archipiélago ubicado en el océano Pacífico, no cuentan con mix eléctrico, ya que obtienen toda la electricidad que necesitan del sol. El país lo forman unos 125 islotes que abarcan un área de 10 km² y cuenta con cerca de 1500 habitantes. La situación geográfica del archipiélago hace que el uso de combustibles fósiles sea comparativamente mucho más caro y difícil de mantener que un sistema fotovoltaico.
La instalación de Tokelau es un ejemplo del que ya han tomado nota otros países de Oceanía. De hecho, las vecinas Islas Cook y el archipiélago de Tuvalu también pretenden abastecerse completamente a partir de energías renovables para el año 2020.

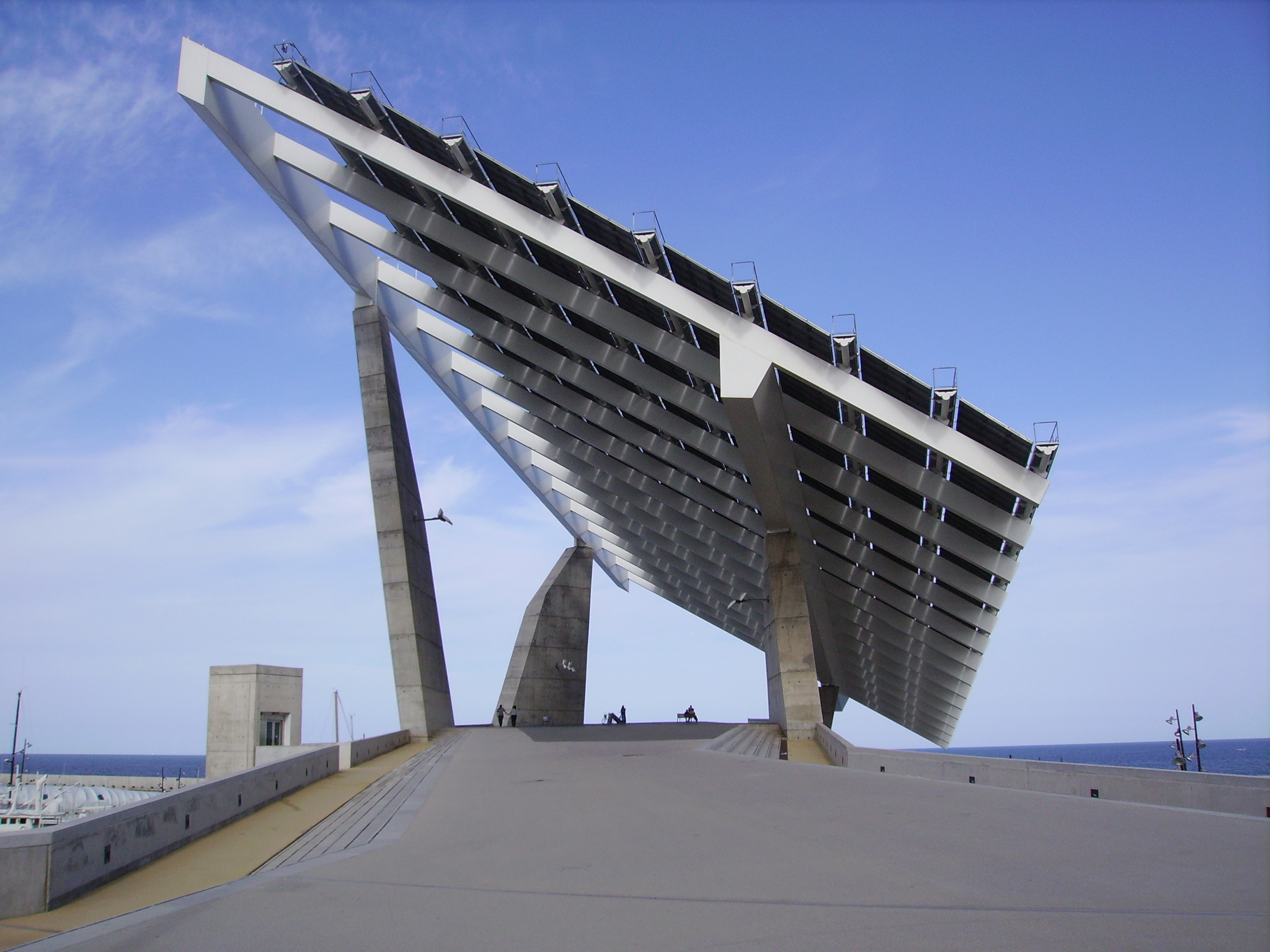
Pérgola Fotovoltaica del Fórum de las Culturas de Barcelona (2004).
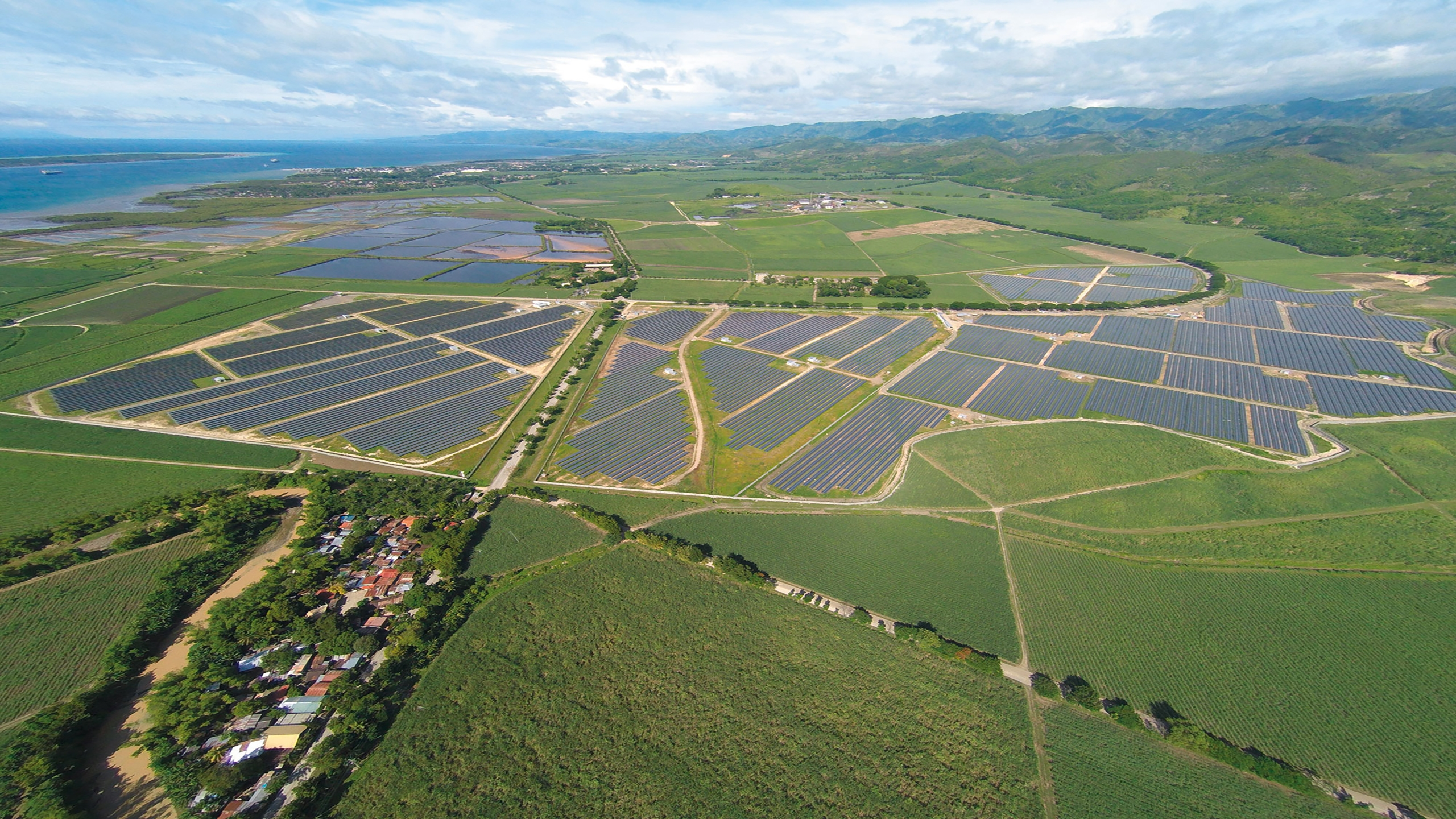
Planta solar de 45 MW en Filipinas.
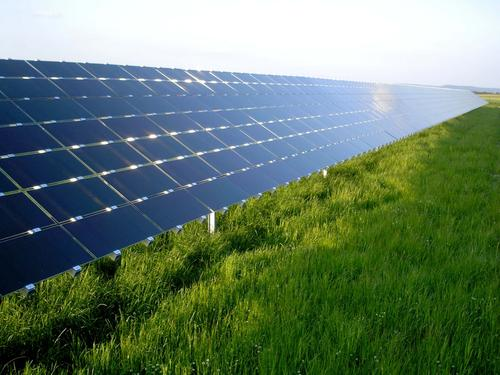
Módulos solares de capa fina, en una planta del Laboratorio Nacional de Energías Renovables (NREL) de Estados Unidos.
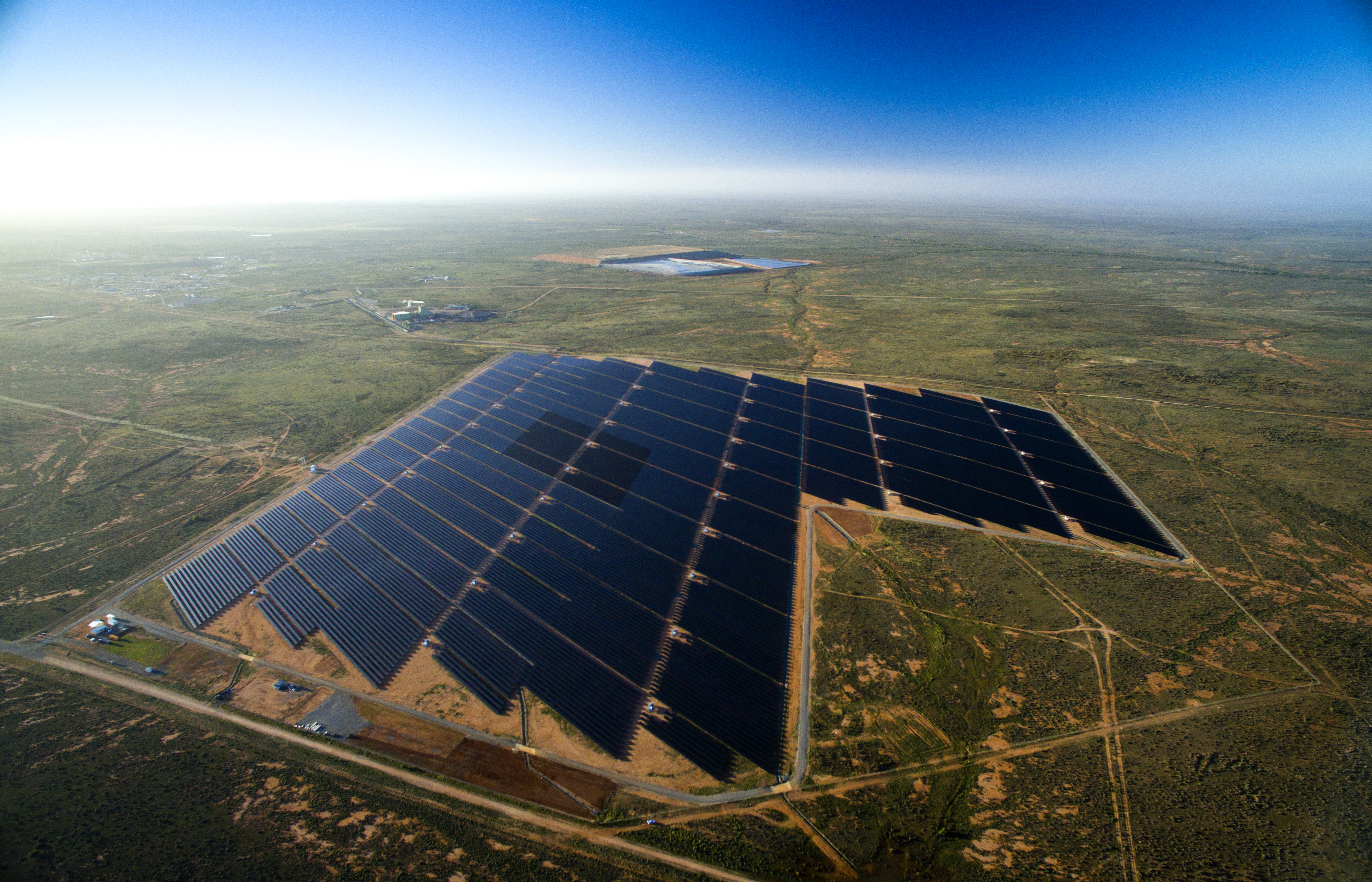
Planta solar de Broken Hill, Nueva Gales del Sur.
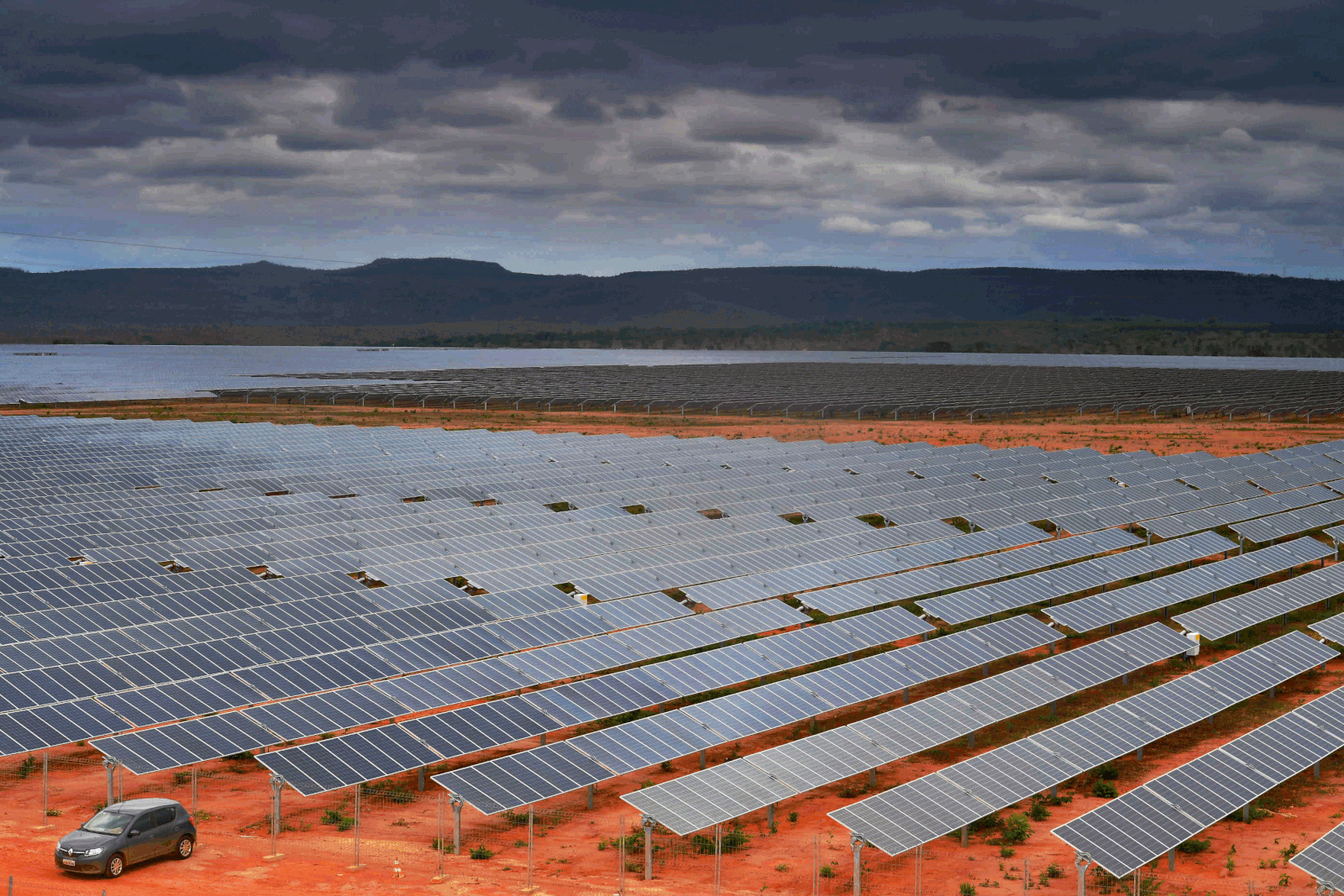
Planta solar de 321 MW en Brasil.
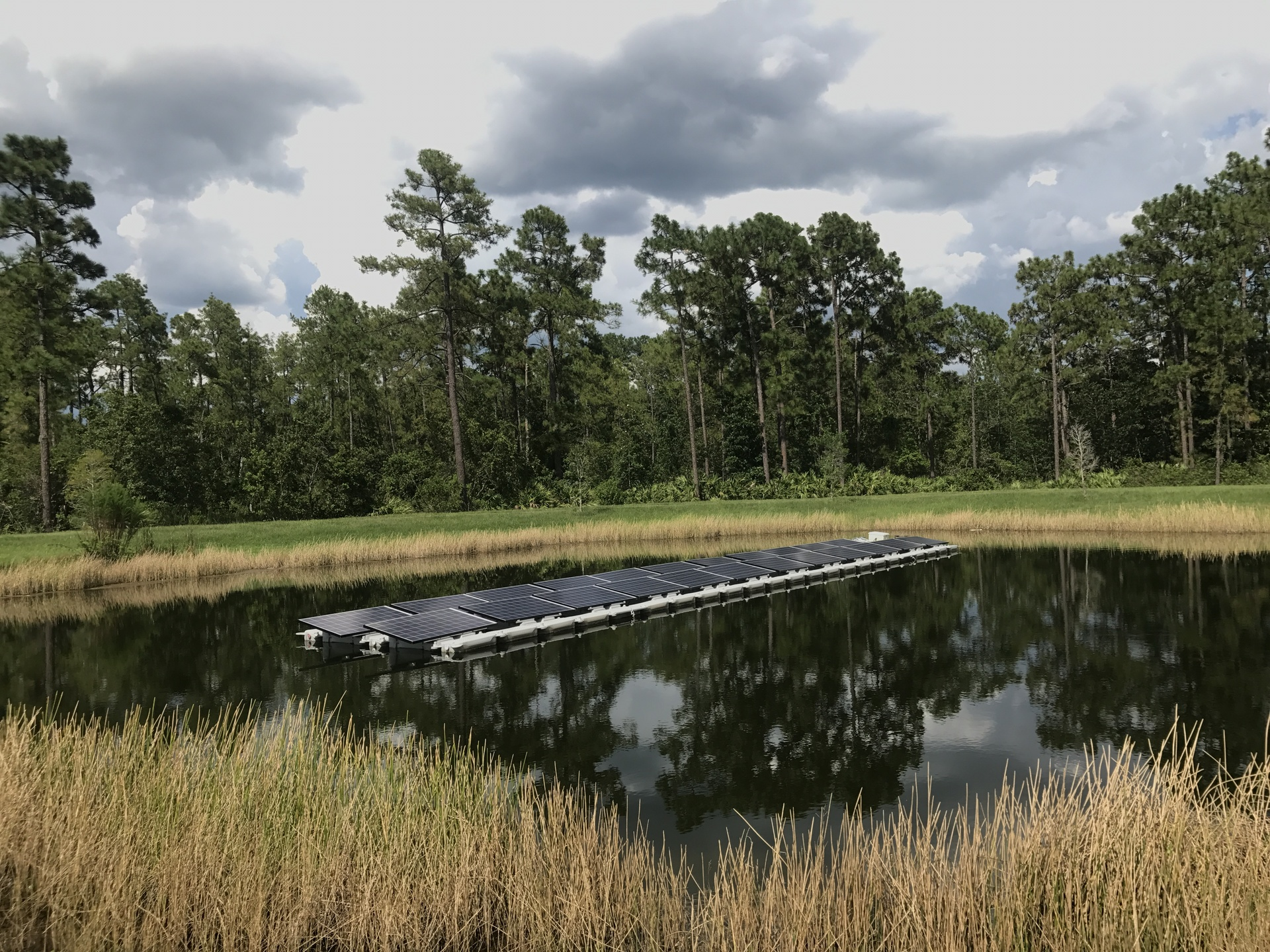
Proyecto de energía solar flotante en Florida.

### Balance neto y costes

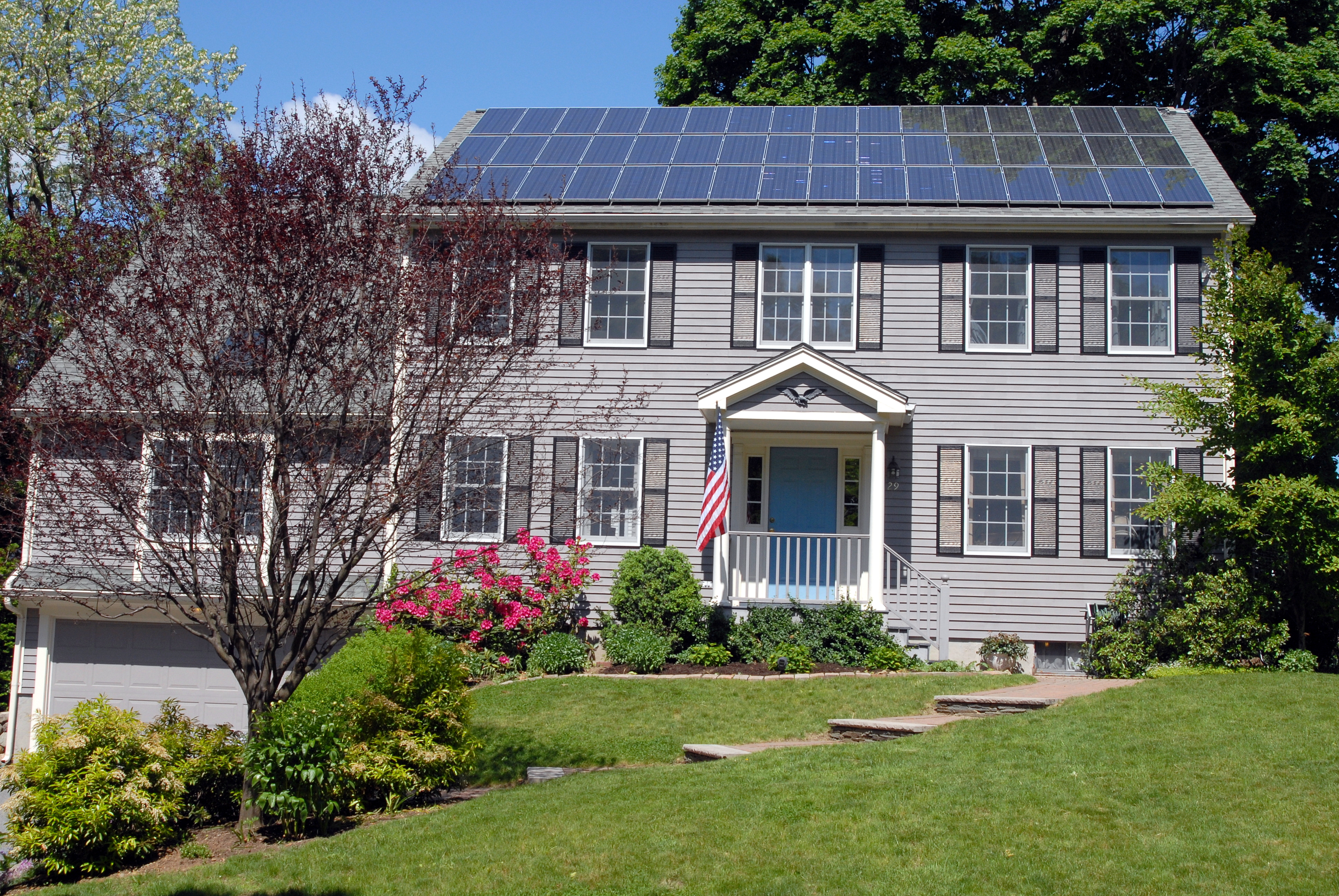
Instalación fotovoltaica sobre tejado en una residencia de Boston (Massachusetts, Estados Unidos).

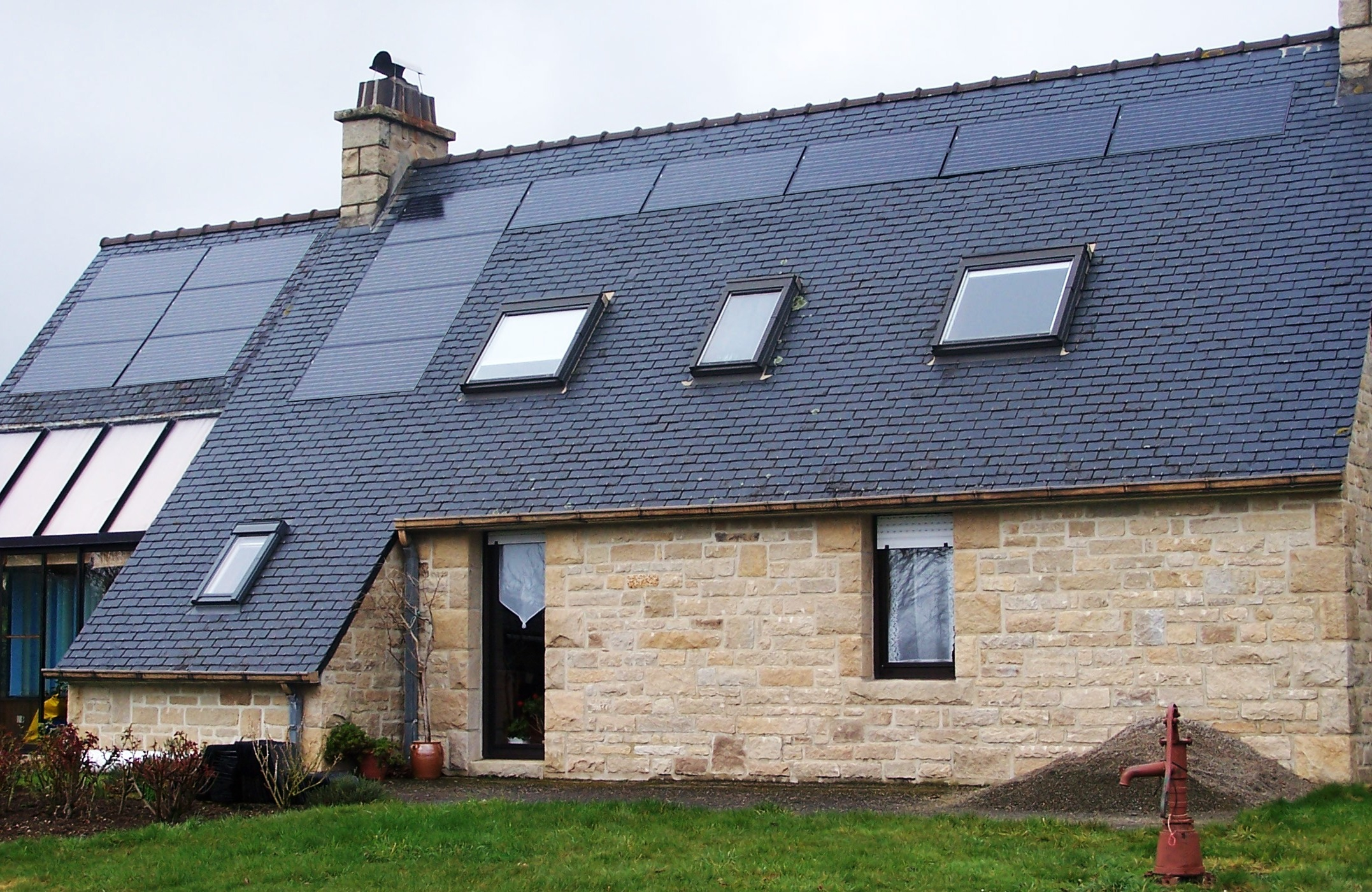
Ejemplo de integración de la energía solar fotovoltaica sobre el tejado de una vivienda.

El autoconsumo fotovoltaico consiste en la producción individual a pequeña escala de electricidad para el propio consumo, a través de equipos de electricidad renovable (paneles solares fotovoltaicos, aerogenerador) algunos de ellos autoinstalables. Se puede complementar con el balance neto en las instalaciones autónomas o bien facilitar la independencia energética (instalaciones desconectadas).
El balance neto permite verter a la red eléctrica el exceso producido por un sistema de autoconsumo con la finalidad de poder hacer uso de ese exceso en otro momento. De esta forma, la compañía eléctrica que proporcione la electricidad cuando la demanda sea superior a la producción del sistema de autoconsumo, descontará en el consumo de la red de la factura, los excesos vertidos a la misma.
En los últimos años, debido al creciente auge de pequeñas instalaciones de energía renovable, el autoconsumo con balance neto ha comenzado a ser regulado en diversos países del mundo, siendo una realidad en países como Alemania, Italia, Dinamarca, Japón, Australia, Estados Unidos, Canadá y México, entre otros, debido en parte a la constante bajada de coste de los módulos fotovoltaicos. Para ayudar a conseguir este objetivo, muchos países también están lanzando ayudas, subvenciones o ayudas fiscales para ayudar a los ciudadanos y empresas a financiar este tipo de instalaciones.
En 2013, el precio de los módulos solares se había reducido en un 80 % en 5 años, colocando a la energía solar por primera vez en una posición competitiva con el precio de la electricidad pagado por el consumidor en un buen número de países soleados. El coste medio de generación eléctrica de la energía solar fotovoltaica es ya competitivo con el de las fuentes convencionales de energía en una creciente lista de países, particularmente cuando se considera la hora de generación de dicha energía, ya que la electricidad es usualmente más cara durante el día. Se ha producido una dura competencia en la cadena de producción, y asimismo se esperan mayores caídas del coste de la energía fotovoltaica en los próximos años, lo que supone una creciente amenaza al dominio de las fuentes de generación basadas en las energías fósiles. Conforme pasa el tiempo, las tecnologías de generación renovable son generalmente más baratas, mientras que las energías fósiles se vuelven más caras:

Cuanto más desciende el coste de la energía solar fotovoltaica, más favorablemente compite con las fuentes de energía convencionales, y más atractiva es para los usuarios de electricidad en todo el mundo. La fotovoltaica a pequeña escala puede utilizarse en California a precios de $100/MWh ($0,10/kWh) por debajo de la mayoría de otros tipos de generación, incluso aquellos que funcionan mediante gas natural de bajo coste. Menores costes en los módulos fotovoltaicos también suponen un estímulo en la demanda de consumidores particulares, para los que el coste de la fotovoltaica se compara ya favorablemente al de los precios finales de la energía eléctrica convencional.

En 2011, el coste de la fotovoltaica había caído bastante por debajo del de la energía nuclear, y se espera que siga cayendo:

Para instalaciones a gran escala, ya se han alcanzado precios por debajo de 1 $/Vatio. Por ejemplo, en abril de 2012 se publicó un precio de módulos fotovoltaicos a 0,60 Euros/Vatio (0,78 $/Vatio) en un acuerdo marco de 5 años.

En algunas regiones, la energía fotovoltaica ha alcanzado la paridad de red, que se define cuando los costes de producción fotovoltaica se encuentran al mismo nivel, o por debajo, de los precios de electricidad que paga el consumidor final (aunque en la mayor parte de las ocasiones todavía por encima de los costes de generación en las centrales de carbón o gas, sin contar con la distribución y otros costes inducidos). La energía fotovoltaica se genera durante un período del día muy cercano al pico de demanda (lo precede) en sistemas eléctricos que hacen gran uso del aire acondicionado. Más generalmente, es evidente que, con un precio de carbón de 50 $/tonelada, que eleva el precio de las plantas de carbón a 5 cent./kWh, la energía fotovoltaica será competitiva en la mayor parte de los países. El precio a la baja de los módulos fotovoltaicos se ha reflejado rápidamente en un creciente número de instalaciones, acumulando en todo 2011 unos 23 GW instalados ese año. Aunque se espera cierta consolidación en 2012, debido a recortes en el apoyo económico en los importantes mercados de Alemania e Italia, el fuerte crecimiento muy probablemente continuará durante el resto de la década. De hecho, ya en un estudio se mencionaba que la inversión total en energías renovables en 2011 había superado las inversiones en la generación eléctrica basada en el carbón.

La tendencia es que los precios disminuyan aún más con el tiempo una vez que los componentes fotovoltaicos han entrado en una clara y directa fase industrial.

## Centros de investigación sobre la energía solar
- Centro de Investigaciones Energéticas, Medioambientales y Tecnológicas (CIEMAT).
- Plataforma Solar de Almería (PSA)
- Instituto de Energía Solar, de la Universidad Politécnica de Madrid.
- Photovoltaic Institute Berlin en Alemania.
- Institut für Solare Energiesysteme ISE en Alemania.
- Renewable Energy Laboratory NREL en Estados Unidos.
- Centro de Estudios de las Energías Renovables en México.
- Procédés, Matériaux et Énergie Solaire PROMES en Francia.

## Asociaciones
- ISES – Sociedad Internacional de Energía Solar.
- ASADES – Asociación Argentina de Energías Renovables y Ambiente.
- Unión Española Fotovoltaica, la principal asociación del sector fotovoltaico en España.
- Unidades didácticas educativas para escolares sobre la energía solar.
- Asociación Nacional de Energía Solar de México.
- Asociación Europea de la Industria Fotovoltaica (EPIA).

### Energía solar térmica
- Federación Industrial Termosolar de Europa (ESTIF).
- Asociación Solar de la Industria Térmica (ASIT).
- Calefacción, aire acondicionado y refrigeración solar.

### Energía solar fotovoltaica
- Unidades didácticas educativas para escolares sobre la energía fotovoltaica.
- Instituto Fraunhofer para Sistemas de Energía Solar (ISE) (en inglés).
- Smaller, cheaper, faster: Does Moore’s law apply to solar cells? Artículo de la revista Scientific American sobre el coste de las células solares (en inglés).

### Revistas técnicas y científicas
- Progress in Photovoltaics (enlace roto disponible en Internet Archive; véase el historial, la primera versión y la última). (en inglés).
- Solar Energy (en inglés).
- Energías renovables.
- Era solar.
- Revista Photon International (en inglés).

- Datos: Q40015
- Multimedia: Solar energy / Q40015